# Joel Persson
Joel Anton Persson, född 4 mars 1994 i Kristianstad och uppvuxen i Osby, är en svensk professionell ishockeyspelare som spelar för Växjö Lakers i SHL. Hans moderklubb är Osby IK.